# Первая Испанская Республика
Первая Испанская Республика (исп. Primera República Española) — политический строй, провозглашённый парламентом (Кортесами) 11 февраля 1873 года и продлившийся до 29 декабря 1874 года, когда генерал Арсенио Мартинес-Кампос организовал реставрацию Бурбонской династии. Республика была провозглашена после отречения от престола испанского короля Амадея I, произошедшего вследствие острого социального кризиса и начавшейся Второй карлистской войны, 10 февраля 1873 года. На следующий день, 11 февраля, Испания была провозглашена республикой парламентским большинством, состоящим из радикалов, республиканцев и демократов.
Республиканские лидеры планировали создание федеративной республики, но не провозгласили её сразу, а вместо этого планировали созыв учредительных Кортесов для написания федеральной Конституции. Радикалы предпочитали унитарную республику с гораздо меньшей ролью провинций, и, как только республика была объявлена, обе стороны обратились друг против друга. Изначально радикалы были в значительной степени отстранены от власти, присоединившись к тем, кто уже был вытеснен из политической жизни революцией 1868 года или Карлистскими войнами.
Первая попытка создания в Испании республики была непродолжительным по времени существования опытом и характеризовалась глубокой политической и социальной нестабильностью и вспышками насилия. Республика управлялась поочерёдно четырьмя президентами, до того, как в результате военного переворота генерала Мануэля Павии не оказалась под управлением Франсиско Серрано, сразу же объявившего о восстановлении монархии с королём Альфонсо XII. Республика фактически прекратила своё существование 3 января 1874 года.
Короткий период существования республики был отмечен сразу тремя гражданскими войнами: Третьей карлистской войной, Кантональным восстанием в метрополии и десятилетней войной на Кубе, которая была тогда испанской колонией. Серьёзными проблемами для укрепления режима были отсутствие истинных республиканцев, их разделённость между федералистами и унитариями, а также отсутствие поддержки со стороны населения.

## Провозглашение Первой республики
11 февраля 1873 года король Испании Амадей I отрёкся от престола. По итогам выборов в августе 1872 года большинство голосов в кортесах принадлежало радикальным демократам во главе с Мануэлем Руисом Соррилья и республиканцам-федералистам во главе с Франсиско Пи-и-Маргалем. Сторонники республики были расколоты: приверженцы федерализма хотели создать республику наподобие США, Эмилио Кастелар выступал за унитарную республику, Николас Сальмерон занимал консервативные позиции, а генерал Мануэль Павиа стремился к военной диктатуре. Конституционалисты Пракседеса Матео Сагасты, консерваторы Франсиско Серрано, карлисты (сторонники претендента на испанский престол дона Карлоса) и альфонсисты (приверженцы другого претендента, инфанта Альфонса) во главе с Антонио Кановасом дель Кастильо почти не были представлены в парламенте.
Сама страна в этот момент была расколота: север страны поддерживал дона Карлоса, Барселона стремилась к автономии, Андалусия находилась под сильным влиянием социалистов.

## Кабинет Эстанислао Фигераса

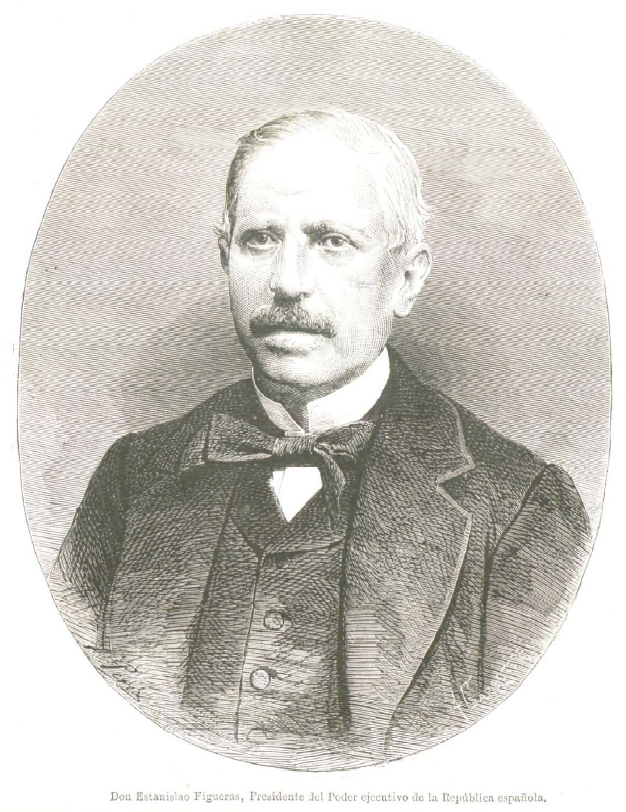
Эстанислао Фигерас

Невзирая на противоречия между республиканскими партиями было сформировано первое правительство Испании во главе с унионистом Эстанислао Фигерасом. Другие лидеры Пи-и-Маргаль, Сальмерон и Кастелар также получили места в республиканском правительстве. Также в его кабинет вошло несколько министров служивших королю Амадею: Хосе Эчегерай-и-Эйсагирре, Бесерра и др.

### Федеративная республика
1 июня 1873 года открылась первая сессия кортесов и началась их работа. 7 июня была провозглашена федеративная республика. Но в правительстве было много противоречий. Фигерас, чувствуя неспособность справиться с ситуацией, тайно от всех уехал во Францию.

## Правительство Франсиско Пи-и-Маргаля
Власть перешла к федералистам Франсиско Пи-и-Маргаля.

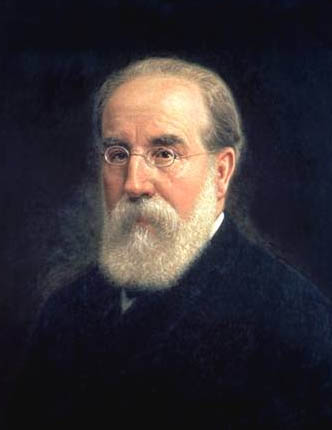
Франсиско Пи-и-Маргаль

16 июня была выбрана комиссия из 25 членов, которая должна была разработать новую Конституцию. Председателем комиссии стал Кастелар.
28 июня Пи-и-Маргаль обновил состав своего правительства, но ввиду медлительности и постоянных задержек во время принятия новой конституции, события развивались с большой скоростью. На юге активно развивался кантониализм: 30 июня муниципалитет Севильи провозгласил создание социалистической республики, а 1 июля неуступчивые депутаты оставили Кортесы. Неделей позже, 9 июля, Алкой провозгласил себя независимым.

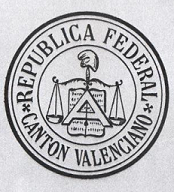
Печать федерального кантона Валенсия (1873).

Появилось несколько независимых кантонов. Кантональное восстание произошло в различных районах Валенсии, Мурсии и Андалусии. Независимыми кантонами стали Кадис, Малага, Севилья, Гранада, Валенсия, Алькой, Картахена, Альманса, Торревьеха, Кастельон, Саламанка, Байлен, Андухар, Тарифа, Альхесирас, Камуньяс и Хумилья.

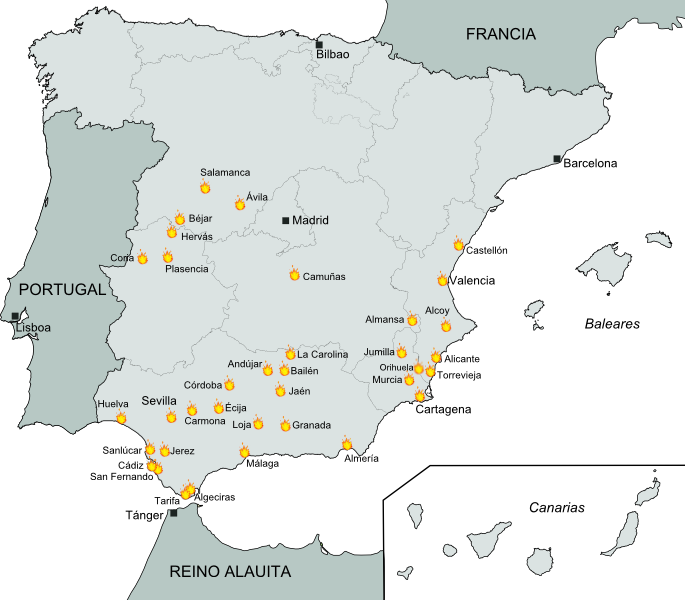
Кантональное восстание

Самым известным из всех был кантон Картахена. 12 июля в результате агитации депутата Гальвеса здесь восстала броненосная эскадра.
В Андалузии активизировались анархисты. На севере распространялось карлистское движение, охватившее Страну Басков, Наварру и Каталонию. Претендент Карлос VII сформировал в Эстелье своё правительство, которое начало чеканить монету и пыталось вести внешнюю политику.
Пи-и-Маргаль оказался в критической ситуации. Для подавления восстаний кантонов нужно было применять насилие, а Маргаль этого не хотел (так как считал, что восставшие действовали в рамках его политики) и через месяц подал в отставку.

## КабинетНиколы Сальмерона

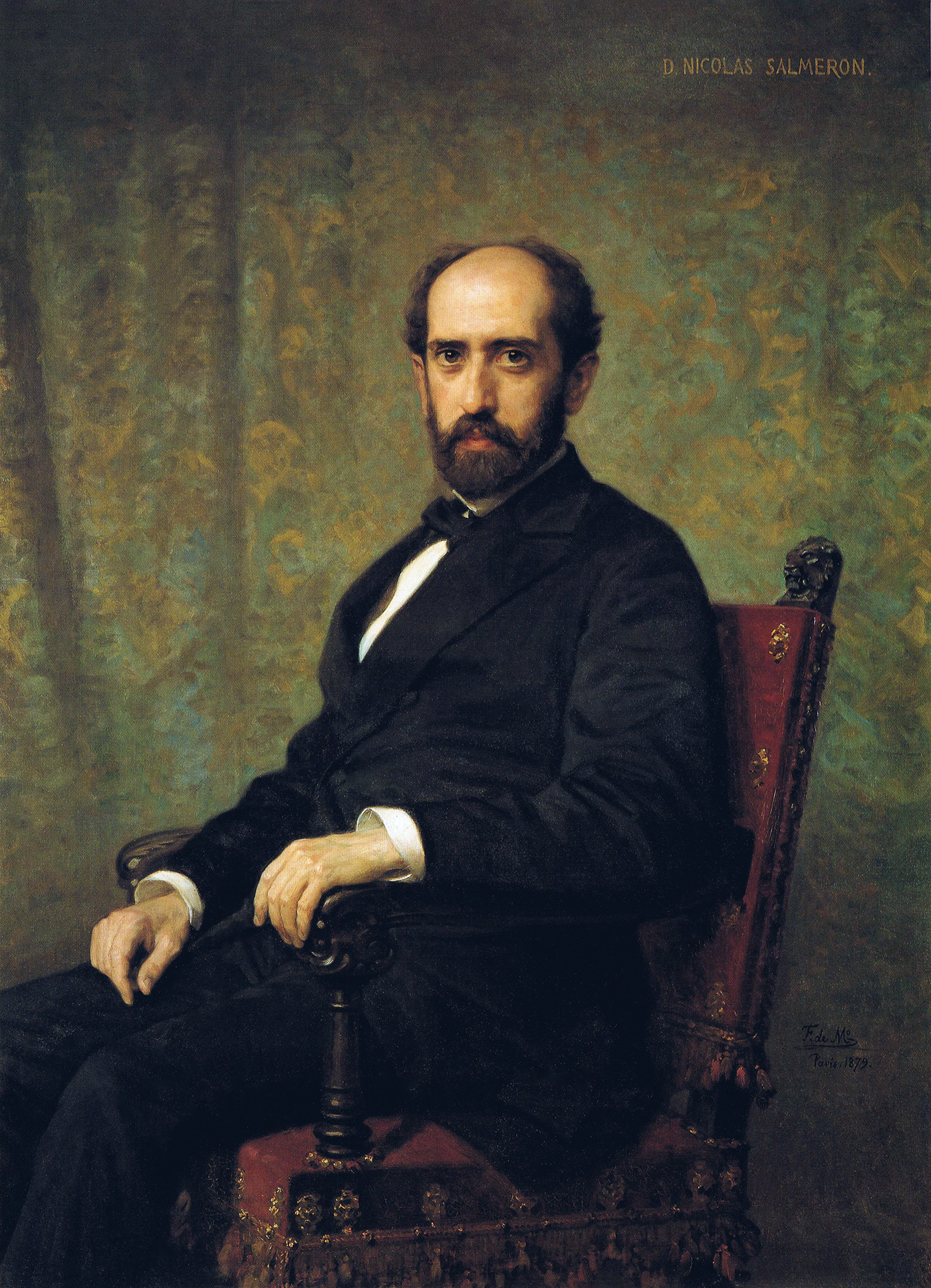
Никола Сальмерон

Был избран президентом с 119 голосами «за» и 93 «против».
Принадлежал к федеральным умеренным республиканцам, защищал необходимость находить компромисс с умеренными или консервативными группами и выступал за медленный переход к федеральной республике.
Сальмерон в качестве Министра в правительстве Эстанислао Фигераса был инициатором отмены смертной казни и выступал за независимость судебной власти.
Были привлечены генералы. Павиа со своими войсками был направлен в Андалузию, а армия под командованием Мартинеса Кампоса — против Валенсии и Картахены.
Генерал Павиа выступил в поход около 20 июля с 1000 человек. 24 июля отряд под командой Риполя занял Кордову. 30 или 31 июля Павиа взял Севилью с 3000 человек. Оставив здесь отряд, двинулся на Кадис, который был взят 4 августа. 3 августа захвачена Малага, а 8 августа Гранада. После этого войскам Павиа удалось занять Санлукар-де-Баррамеду, Сан-Роке, Тарифу, Альхесирас. К 10 августа большая часть Андалузии была занята.

Конфликты на территории Испании: красным цветом территории, охваченные третьей карлистской войной, в виде пожаров — города связанные с кантональным восстанием, стрелочками — нападение картахенского флота.

26 июля Мартинес Кампос начал наступление против Валенсии. Город оборонялся войскам Кампоса с 26 июля до 8 августа.
После взятия Валенсии Кампос двинулся на Картахену, имевшую одну из сильнейших крепостей Испании. Трёхтысячная армия Кампоса осадила город. Но осада была мало эффективна, пока флот Картахены господствовал на море.
Флот кантона Картахены, не имея возможности вновь поднять другие города против Первой Испанской республики, ограничился тем, что, угрожая бомбардировкой другим приморским городам (участвовавшим в кантональном восстании), стал требовать поставки съестных припасов и военной контрибуции монетой. В том случае, если они отказывались, проходила бомбардировка.
Эскадру остановило вмешательство английского флота.

## Кабинет Эмилио Кастелара

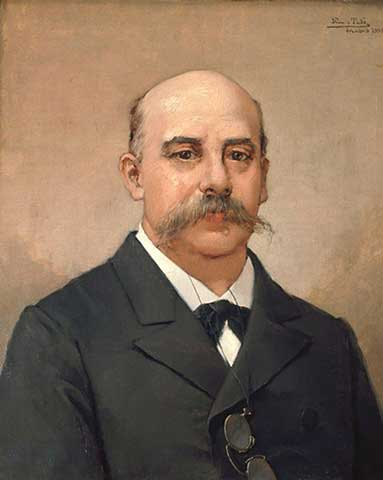
Эмилио Кастелар

7 сентября Эмилио Кастелар стал президентом, получив 133 голоса «за» и 67 голосов «против» — полученных Пи-и-Маргалем. Кастелар поставил в качестве задач: возродить армию, провести реформы, положить конец гражданской войне, а после того, как всё это получится, объединить испанцев и учредить республику. Для этого он начал реорганизацию армии, призвал на службу уволенных в отставку артиллерийских офицеров: сделал Павиа наместником в Мадриде, отправил Лопес Домингеса в Картахену, Мартинеса-Кампоса в Каталонию, а Морионеса в Наварру. Также Кастелар смягчил политику в отношении церкви.
21 сентября 1873 страна была объявлена на военном положении. Благодаря этому были захвачены Севилья, Малага и Кадис, а 12 января 1874 года сдалась и Картахена. Но третья карлистская война шла неудачно для республики.
Реформы Кастелара вызвали сопротивление федералистов в кортесах. Эта партия стремилась отстранить президента в следующий созыв парламента.
Генерал Павиа предложил Кастелару разогнать кортесы, считая, что отставка президента станет «фитилём, от которого вспыхнет мина анархии». Но президент от этого отказался. 2 января 1874 года в 14.00 открылось заседание кортесов нового созыва. Ночью 3 января, через 10 часов после избрания, они отстранили Кастелара от власти. Утром 3 января, около 7 часов после отстранения кортесами президента войска генерала Павиа заняли Мадрид, а два направленных им адъютанта, предложив кортесам разойтись, разогнали кортесы.
К этому времени кортесы выбирали нового главу, фаворитом выборов был Эдуардо Паланка. Узнав о том, что Павиа собирается разогнать парламент, часть депутатов хотела бежать через окна.
Но услышав вопрос: «Но сеньоры: зачем прыгать из окон, если можно выйти через двери?», депутаты покинули парламент, не оказав сопротивление.
На короткий миг вся власть оказалась у Павии. Он предложил Кастелару вернуться на пост президента, но тот отверг это предложение, так как были использованы не демократические средства. Желание самому стать диктатором Павия также отверг. Президентский пост получил маршал Франсиско Серрано.

## Унитарная республика

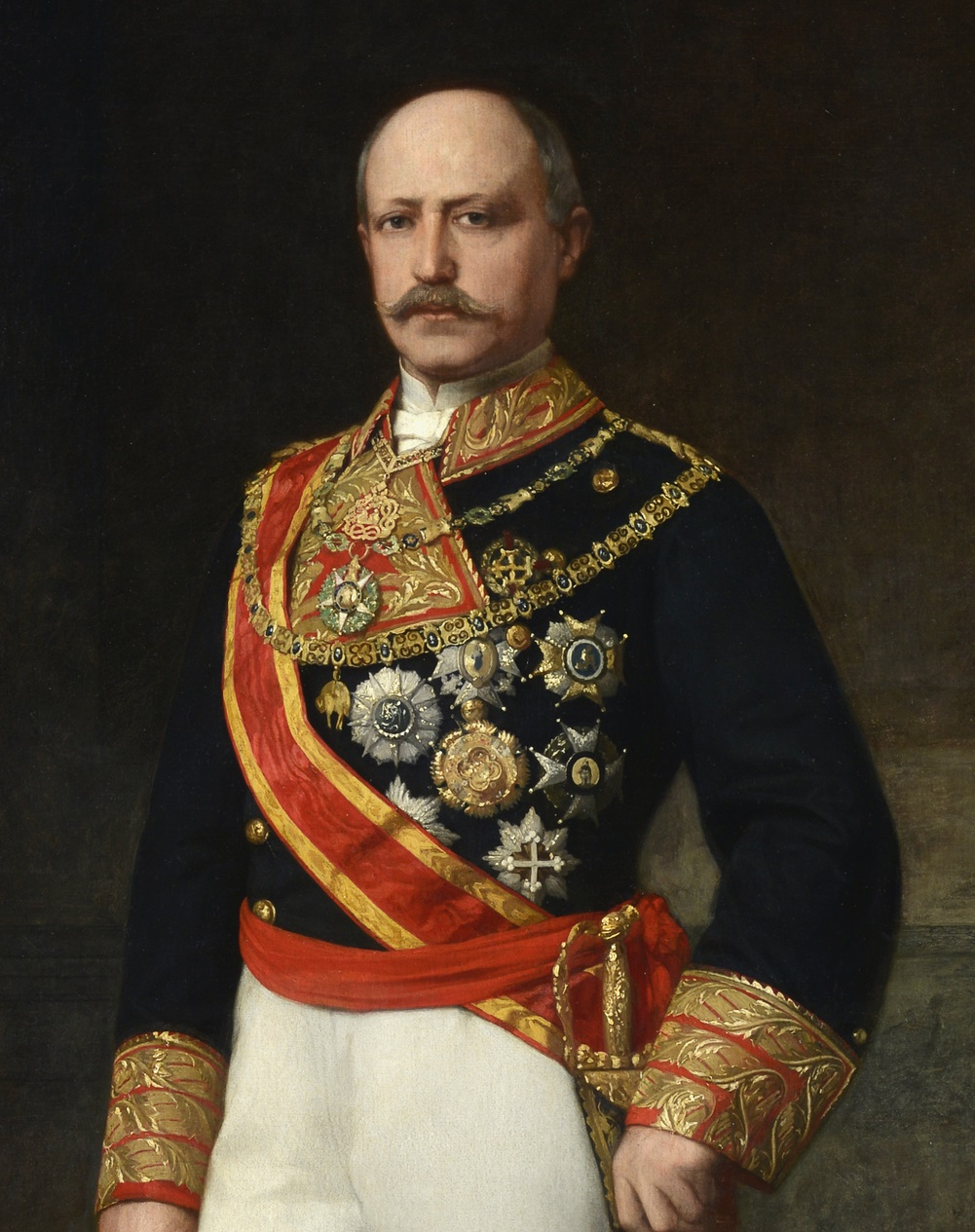
Франсиско Серрано

Франсиско Серрано, герцог де ла Торре, в 63 года вновь возглавил Испанию. Положение республики было тяжёлым. Хотя 13 января 1874 года правительственные войска сумели овладеть последним оплотом кантоналистов — Картахеной, но неудачная война с карлистами истощала экономику. Карлисты, чья армия в 1874 году насчитывала до 80 тысяч человек, смогли в начале года блокировать Бильбао, военные действия из Наварры, Басконии и Каталонии распространились на Арагон и Валенсию. В такой ситуации республиканскому правительству приходилось содержать 85-тысячную армию на Кубе и 200-тысячную на Пиренеях. Чтобы кормить армию, требовалось 40 миллионов в месяц. В такой ситуации Франсиско Серрано провозгласил унитарную республику и начал правление без созыва кортесов.
Во время своего правления он сосредоточился на войне с карлистами. 1-2 мая 1874 года маршалам Серрано и Конча удалось прорвать блокаду Бильбао. Республиканские войска пытались разбить небольшие отряды карлистов. Президенту приходилось больше времени проводить на севере, чем в Мадриде.
В это время духовенство и альфонсисты начали активную пропаганду в пользу сына Изабеллы II — семнадцатилетнего Альфонсо. Не окончив войну с карлистами, Серрано с частью своей армии вернулся в столицу. Гибель маршала Кончи, произошедшая 27 июня в результате поражения республиканцев в трёхдневном сражении под Эстельей (25-27 июня), а также недовольство военачальников тем, как правительство снабжает армию, также уменьшили число сторонников Серрано.
Генералы в разных частях Испании склонялись к мысли о выборе более надёжной фигуры во главе страны. Альфонсо Бурбон их устроил, так как он имел более компромисснные взгляды, чем дон Карлос и Изабелла II, а также получил военное образование в Великобритании. Переговоры с ним вёл генерал Кановас дель Кастильо.
1 декабря Альфонсо обнародовал Сандхёрстский манифест, в котором обещал быть на троне одновременно и благочестивым католиком, и верным конституционалистом. Серрано вновь отправился в северную армию на войну с карлистами.

## Конец Первой Республики

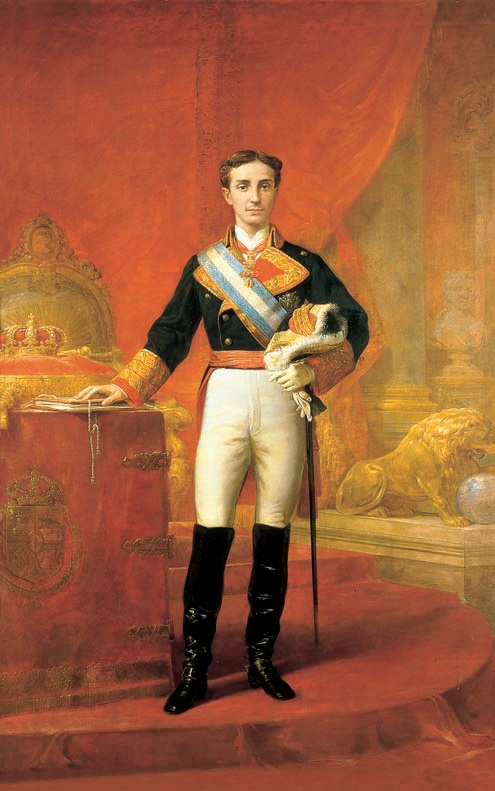
Альфонсо XII на картине 1874 года Карлоса Луиса де Риберы

29 декабря 1874 года Мартинес-Кампос, командующий бригадой, по дороге из Сагунто на Валенсию предложил своим подчинённым провозгласить королём Альфонсо Бурбона. Его поддержал командующий центра генерал Ховельяр, сообщив об этом в Мадрид. Губернатор Валенсии отказался поддержать альфонсистов, но не мешал им взять город.
Когда в столице узнали об этих событиях, Мадрид раскололся: мадридский губернатор Фернандо Примо де Ривера и часть гарнизона поддержали альфонсистов, остальные военные во главе с Сагастой были за республику. Сагаста по телеграфу сообщил о событиях президенту Серрано. Тот советовал министрам не сопротивляться, а сам пересёк французскую границу.
После этого Альфонсо был провозглашён королём и в северной армии.
Сторонники Альфонсо получили места в правительстве: Кановас стал председателем совета министров, Примо де Ривера — военным министром, Мартинес-Кампос главнокомандующим северной армией, герцог Сесто — гражданским губернатором Мадрида.
Альфонсо в момент этих событий находился в Париже. Лишь 7 января 1875 года он сел на фрегат в Марселе, 10 января прибыл в Барселону, 11 января в Валенсию, а 14 января в Мадрид, где начал своё правление.